# Eurhopalothrix hoplites
Eurhopalothrix hoplites är en myrart som beskrevs av Taylor 1980. Eurhopalothrix hoplites ingår i släktet Eurhopalothrix och familjen myror. Inga underarter finns listade i Catalogue of Life.